# Archie Stark
Archie Stark   (Glasgow, 21 de desembre de 1897 - Kearny, 27 de maig de 1985) fou un futbolista estatunidenc, d'origen escocès, de la dècada de 1920.
Disputà dos partits amb la selecció dels Estats Units en els que marcà cinc gols.
Va jugar a diversos clubs de la National Association Football League i l'American Soccer League. Destacà la temporada 1924-25 en la que marcà 67 gols en 44 partits.